# Набережна імені Леніна (Ялта)
Набережна імені Леніна — центральна прогулянкова вулиця Ялти. Набережна обрамлена пальмами і заповнена безперервною низкою атракціонів, барів, кафе та ресторанів. У архітектурі сплетені різноманітні стилі, вона фанерована поліхромним червоним гранітом і світло-сірим порфиритом.

## Історія
В середині XIX століття тут проходив поштовий тракт з Севастополя до Ялти, а містечко Ялта знаходилося там, де зараз Клуб моряків. На початку сучасної Набережної на площі при в'їзді в місто стояв тоді один тільки будинок карантинної застави.
Пізніше, коли повітове місто Ялта стало розростатися і переступило через річку Дерекойку, уздовж поштового тракту з'явилися особняки-дачі, і Набережна отримала назву — Поштової вулиці, а в другій половині XIX століття — Олександрівської. Це була вузька і галаслива вулиця. Вузькі тротуари були вимощені кам'яними плитами.
Такою залишалася вулиця аж до 1920 року. Після затвердження Радянської влади головна магістраль міста була перейменована в Набережну Леніна. Її покрили асфальтом, висадили декоративні рослини, віялові пальми. Після того, як сюди був закритий доступ транспорту, вулиця перетворилася на широкий бульвар.
У післявоєнні роки Набережну вирішили розширити і захистити від лютих зимових штормів. У 1961 році в найвужчій її частині — від санаторію «Київ» до сквера Калініна — споруджена рісберма, свого роду «нижня вулиця». Тепер Набережна удвічі ширша, ніж була в довоєнні роки.

## Пам'ятки
На Набережній знаходяться будівлі Головного поштамту, Міжнародного морського клубу, ресторану «Макдональдс» і споруди атракціонів. Тут же знаходиться улюблене місце зустрічі молоді і неформалів — укритий пальмами пам'ятник В. І. Леніну. Від середини Набережної, біля причалів для теплоходів місцевих ліній і прогулочних катерів, починається канатна дорога, яка веде на пагорб Дарсан.
Біля нижньої станції канатної дороги розташована будівля готелю «Таврида» (колишня «Росія», Набережна, 13). Він був побудований в 1875 році і довгий час був найбільшим і найкомфортабельнішим в Ялті. У 1876 році в готелі близько двох місяців прожив важко хворий М. О. Некрасов. Тут він не тільки лікувався, але і працював над поемою «Кому на Русі жити добре». Значна кількість відомих імен згадується на меморіальній дошці готелю. Будівля цікава також своєю архітектурою та інженерними рішеннями (реконструйовано на початку XXI століття).
У західній частині набережної підноситься споруда у вигляді старогрецького корабля — ресторан «Золоте руно». У найзахіднішій своїй частині набережна перетинає річку Учан-Су, на якій побудований виставковий зал Союзу художників.
До втрачених пам'яток відноситься готель «Франція», який знаходився на набережній до часів Другої світової війни. На першому поверсі готелю розташовувалась знаменита книгарня рос. «Русская избушка», відвідувачами якої були А. П. Чехов, Максим Горький, Іван Бунин, Олександр Купрін, Леонід Андреев, Дмитро Мамін-Сибіряк.

## Галерея
|                  |
| Набережна взимку |

|             |
| Вид на море |

|                        |
| Ресторан «Золоте руно» |

|                                    |
| Пам'ятник Чехову і дамі з собачкою |

|                      |
| Пальми на набережній |

|                |
| Купальні Роффе |

|                              |
| Рибалки на набережній в Ялті |

|                                 |
| Набережна. Вид з причалу порту. |

|                                           |
| Пам'ятник Леніну на Ялтинській набережній |